# San Possidonio
San Possidonio (emilián nyelven San Pusidóni) település Olaszországban, Emilia-Romagna régióban, Modena megyében. Lakosainak száma 3483 fő (2023. január 1.). San Possidonio Cavezzo, Concordia sulla Secchia, Mirandola és Novi di Modena községekkel határos.

## Népesség
A település lakossága az elmúlt években az alábbi módon változott:
| Lakosok száma | 3603 | 3545 | 3483 |
|               | 2017 | 2018 | 2023 |